# سید نور
سید نور (اردو: سید نور؛ زادهٔ ۲۱ فوریه ۱۹۵۱) کارگردان فیلم، تهیه‌کننده فیلم و فیلم‌نامه‌نویس اهل پاکستان است.
وی کارگردان فیلم‌هایی همچون بلی و جگنی بوده‌است، سید نور برندهٔ جوایزی همچون جایزه نگار شده‌است.